# James Aldridge

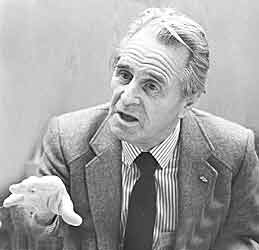
James Aldridge (1987, Berlin)

Harold Edward James Aldridge n. 10 iulie 1918, City of Greater Bendigo⁠(d), Victoria, Australia – d. 23 februarie 2015, Londra, Anglia, Regatul Unit, a fost prozator englez de origine australiană, care, în romanele sale, influențate de ideologia marxistă, condamnă războiul și fascismul.

## Premii acordate
- 1972 — Premiul Lenin pentru Pace;
- Premiul John Llewellyn Rhys;
- Medalia de Aur din partea Consiliului Mondial al Păcii
- 1972 — Medalia de Aur pentru jurnalism din partea Organizației Internaționale a Jurnaliștilor
- 1986 — Premiul pentru literatură din partea premierului statului New South Wales pentru romanul Adevărata poveste a lui Spit Macphee.